# Монтефјоре (Маса-Карара)
Монтефјоре је насеље у Италији у округу Маса-Карара, региону Тоскана.
Према процени из 2011. у насељу је живело 40 становника. Насеље се налази на надморској висини од 503 м.